# Welcome (canção)
"Welcome" é uma canção do artista de hip hop americano Fort Minor, o projeto paralelo do vocalista e guitarrista da banda americana de rock Linkin Park, Mike Shinoda. Ele lançou a canção através do site oficial do Fort Minor em 21 de junho de 2015.
Shinoda afirmou que a faixa não faz parte de um álbum futuro e é apenas para ser ouvido "agora mesmo". É também o primeiro trabalho do Fort Minor desde seu hiato em 2006.

## Antecedentes e composição
"Welcome" foi escrito e produzido por Mike Shinoda. Ele disponibilizou a canção para download gratuito através do site oficial do Fort Minor, mas a música também foi disponibilizada no iTunes e no Google Play para download digital.
Shinoda descreveu seu trabalho na música, afirmando:
| “ | "Welcome" é uma canção submissa, uma música de fora. Fort Minor sempre foi minha saída externa como músico e pintor solo, e uma maneira de eu criar confiança como indivíduo, embora seja minha voz individual. Eu toquei todas as notas, escrevi e cantei cada palavra, produzi e mixei a canção e criei todas as artes. | ” |

## Promoção
Em março de 2015, Shinoda criou uma nova página do Twitter para o grupo e atualizou todos as redes sociais do Fort Minor com imagens em preto, sugerindo um novo anúncio. Muitos fãs editaram essas imagens usando o Photoshop, eles perceberam alterando os níveis de contraste e tentando vários filtros, resultando em várias imagens interessantes diferentes.
Em junho de 2015, Shinoda postou no Instagram do Fort Minor Oficial com a palavra "Hello" nela. Ele também tweetou em seu Twitter Oficial. Fort Minor também apareceu como o convidado musical no programa de entrevistas da TBS, Conan, na segunda-feira, 22 de junho.
Em 21 de junho de 2015, Shinoda confirmou oficialmente o retorno do Fort Minor com uma atualização de status e o lançamento de um novo single, "Welcome". Uma imagem de uma letra escrita à mão afirma que "Welcome" é uma canção que não é um álbum, é apenas uma forma de ser ouvida "agora mesmo". Logo depois, o site oficial do Fort Minor recebeu sua primeira atualização desde 2006, incluindo novas mercadorias e um download gratuito do novo single. O site também possui uma nova faixa de leitura, "Welcome – Coming Soon".
No final de julho de 2016, a WWE anunciou "Welcome" como a canção tema para a edição de 2016 do SummerSlam.

## Faixas e formatos
Todas as faixas escritas e compostas por Mike Shinoda. 
| Download digital (Machine Shop) |           |         |  |
| N.º                             | Título    | Duração |  |
| 1.                              | "Welcome" | 3:52    |  |

12" (Warner Bros.)
| Lado A |                      |         |  |
| N.º    | Título               | Duração |  |
| 1.     | "Welcome" (Explicit) | 3:36    |  |
| 2.     | "Welcome" (Clean)    | 3:36    |  |

| Lado B |                                 |         |  |
| N.º    | Título                          | Duração |  |
| 3.     | "Welcome" (Explicit) (Acapella) | 3:08    |  |
| 4.     | "Welcome" (Clean) (Acapella)    | 3:08    |  |
| 5.     | "Welcome" (Instrumental)        | 3:33    |  |

## Paradas musicais
| País/Parada (2015)                  | Melhor posição |
| ----------------------------------- | -------------- |
| Estados Unidos (Hot Rock Songs)     | 16             |
| Estados Unidos (Rock Digital Songs) | 6              |

## Histórico de lançamento
| Região         | Data                | Formato          | Gravadora                 |
| -------------- | ------------------- | ---------------- | ------------------------- |
| Mundo          | 21 de junho de 2015 | Download digital | Machine Shop/Warner Bros. |
| Estados Unidos | 22 de junho de 2015 | Disco de vinil   | Warner Bros.              |